# Liste der denkmalgeschützten Objekte in St. Veit an der Gölsen
Die Liste der denkmalgeschützten Objekte in St. Veit an der Gölsen enthält die 6 denkmalgeschützten, unbeweglichen Objekte der niederösterreichischen Marktgemeinde St. Veit an der Gölsen im Bezirk Lilienfeld.

## Denkmäler
| Foto |                 | Denkmal                                                                                 | Standort                                                   | Beschreibung | Metadaten |
| ---- | --------------- | --------------------------------------------------------------------------------------- | ---------------------------------------------------------- | --- | --- |
| ja   | Datei hochladen | Straßenbrücke über die Gölsen HERIS-ID: 46336 Objekt-ID: 48204seit 2016                 | bei An der Wehr 4 Standort KG: Rainfeld                    | Eine Eisenbetonfachwerkbrücke, die um 1925 im Zuge der Gölsenregulierung errichtet wurde. | BDA-Hist.: Q38020671 Status: Bescheid Stand der BDA-Liste: 2025-06-30 Name: Straßenbrücke über die Gölsen GstNr.: 313, 320, 321, 318, 319, 322 Straßenbrücke An der Wehr, St. Veit an der Gölsen |
| ja   | Datei hochladen | Volksschule HERIS-ID: 28579 Objekt-ID: 25172                                            | Rainfelder Hauptstraße 44 Standort KG: Rainfeld            | 1908 erbauter zweigeschoßiger Bau mit secessionistischem Fassadendekor und Walmdach | BDA-Hist.: Q37920786 Status: § 2a Stand der BDA-Liste: 2025-06-30 Name: Volksschule GstNr.: 295/18                                                                                               |
| ja   | Datei hochladen | Kath. Pfarrkirche hll. Petrus und Paulus samt Friedhof HERIS-ID: 28598 Objekt-ID: 25192 | Schwarzenbach-Kirchengasse 6 Standort KG: Schwarzenbach    | im Kern romanischer barockisierter Saalbau mit eingezogenem Chor und turmartigem westlichen Dachreiter, vermutlich als Filiale von St. Veit an der Gölsen errichtet, 1784 Pfarre, dem Stift Göttweig inkorporiert | BDA-Hist.: Q37920858 Status: § 2a Stand der BDA-Liste: 2025-06-30 Name: Kath. Pfarrkirche hll. Petrus und Paulus samt Friedhof GstNr.: .57 Pfarrkirche Schwarzenbach an der Gölsen               |
| ja   | Datei hochladen | Kath. Pfarrkirche hl. Veit HERIS-ID: 28549 Objekt-ID: 25140                             | Kirchenplatz Standort KG: St. Veit an der Gölsen           | Spätgotische Staffelkirche aus der 2. Hälfte des 15. Jahrhunderts mit älterem gotischen Chor um 1400 und wuchtigem Nordwestturm, ehemalige Wehrkirche, Anfang des 12. Jahrhunderts durch die steirischen Markgrafen gegründet, 1122 urkundlich Kapelle zum hl. Veit, 1161 an das Stift Göttweig und Pfarrerhebung, 1330 Stiftung eines Pfarrhofs durch die Hohenberger Vogteiinhaber, 1473 Baumeister Hans Kschässper (Langhaus?), 1685–1687 Ausbau des gotischen Turms, 1763–1771 Renovierung, 1830 Friedhof aufgelassen, 1891 Regotisierung im Inneren, 1968–1970 Restaurierung und großteils Entfernung der neogotischen Ausstattung, 1970 Abbruch des Pfarrhofs und Neubau. | BDA-Hist.: Q37920687 Status: § 2a Stand der BDA-Liste: 2025-06-30 Name: Kath. Pfarrkirche hl. Veit GstNr.: .4 Pfarrkirche St. Veit an der Gölsen                                                 |
| ja   | Datei hochladen | Ehem. Kirchhofmauer HERIS-ID: 28557 Objekt-ID: 25148                                    | St. Veit an der Gölsen Standort KG: St. Veit an der Gölsen | Ca. 4,5 m hohe spätmittelalterliche Bruchsteinmauerzüge südlich der Kirche, z. T. mit Stützstreben und gefastem steinernen Rundbogenportal; bei der Kirche spätgotisches Spitzbogenportal mit Mauerstück | BDA-Hist.: Q37920722 Status: § 2a Stand der BDA-Liste: 2025-06-30 Name: Ehem. Kirchhofmauer GstNr.: 171/3                                                                                        |
| ja   | Datei hochladen | Nebengebäude des Pfarrhofs HERIS-ID: 28559 Objekt-ID: 25150                             | Kirchenplatz 2 Standort KG: St. Veit an der Gölsen         | Um 1800 errichtetes Nebengebäude des ehemaligen Pfarrhofes mit Walmdach | BDA-Hist.: Q37920735 Status: § 2a Stand der BDA-Liste: 2025-06-30 Name: Nebengebäude des Pfarrhofs GstNr.: .5/1                                                                                  |